# Gervasio Ucelay y Erruz
Gervasio Ucelay y Erruz (Villalengua, Zaragoza; fecha desconocida - ) fue un político español del siglo XIX.

## Reseña biográfica
Infanzón, los Ucelay eran una familia noble afincada en Villalengua, al sudoeste de la provincia de Zaragoza, con lazos matrimoniales y económicos con los barones de la Torre Erruz, también de la nobleza de la zona. Su hermano Manuel estuvo bien relacionado en la región mientras que Gervasio vivió en Ateca y realizó los estudios de segunda enseñanza en Calatayud. En 1834 consta como abogado de los Reales Consejos y vecino de Calatayud mientras que para 1837 consta como juez en Ateca. En 1840 es mencionado como abogado, vecino y propietario en Ateca, epicentro de la red familiar. Consta también como uno de los principales compradores de tierras en la zona durante la desamortización de Mendizábal.
Fue luego juez de primera instancia de Alcañiz, tras lo que fue nombrado el 15 de febrero de 1842 juez de Daroca. Considerado desde 1845 el hombre fuerte del Partido Progresista en la zona y cercano a círculos antigubernamentales, parece que pasó algún tiempo en prisión, pues es liberado en una amnistía en 1846. Intentó probar suerte en política presentándose el Congreso de los Diputados por Daroca en 1847, siendo sin embargo derrotado por José Blanco y Córdoba en unas elecciones polémicas por sus irregularidades. Sería posteriormente juez de primera instancia en Pamplona y Madrid antes de ser designado para Zaragoza en 1856.
Finalmente entraría en la política siendo elegido diputado provincial por el distrito de Ateca. Miembro de la burguesía regional, Gervasio fue socio de iniciativas como la harinera local. Fue el primer presidente electo de la Diputación Provincial de Zaragoza tras la creación del cargo con la ley de gobierno y administración de las provincias de 25 de septiembre de 1863. En 1865 participó en la elección del comité progresista de Zaragoza, obteniendo un discreto resultado con apenas 12 votos.
Tras las elecciones de 1866, fue reelegido presidente de la Diputación Provincial de Zaragoza. Del 1 de enero de 1864 al 2 de enero de 1867 fue presidente de la Diputación Provincial de Zaragoza. Fue entonces sustituido por Fernando López Roda aunque recobró el cargo tras las elecciones que siguieron a la revolución de 1868. Lo retuvo hasta las elecciones generales de España de agosto de 1872.
Sería posteriormente juez de Zaragoza. A su muerte, le sobrevivió una hija de nombre Concepción.
| Predecesor: Juan Alonso Colmenares | Presidente de la Diputación Provincial de Zaragoza 01 de enero de 1864 al 02 de enero de 1867      | Sucesor: Fernando López Roda    |
| Predecesor: Fernando López Roda    | Presidente de la Diputación Provincial de Zaragoza 03 de octubre de 1868 - 01 de noviembre de 1872 | Sucesor: Joaquín Martón y Gavín |